# 檜ヶ山城
檜ヶ山城（ひがせんじょう / ひのきがせんじょう）は、島根県出雲市多久町にあった日本の城。

## 概要
地元の小学校の校歌にも登場し、「檜山富士」とも呼ばれるたおやかな山容の檜ヶ山（桧ヶ仙とも）山頂に築かれた山城で、古くは大永年間に東郷忠光が拠ったと伝わる。
1562年の毛利氏侵攻時には毛利方に攻められ、多久義敷率いる城方は良く守り、一度は防いだものの、善戦虚しく落城した。
元亀年間の尼子氏残党の蜂起に際しては、毛利氏が改修し在城したことが文献記録からわかる。

## 遺構
現在も城下には五輪塔や塚が点在しており、周囲には支城の遺構もある。山上の城郭遺構も良く残り、区域によって郭や切岸の普請の度合いに差があることから、毛利氏による改修の事実をうかがわせるものとなっている。しかし、檜ヶ山への登山道は荒れている上に山頂付近は急峻であり、案内板等もほとんどないことから、登城には注意が必要である。

## 沿革
- 大永年間、東郷忠光が拠った。
- 1562年（永禄5年）毛利氏の出雲侵攻により、多久義敷の善戦も虚しく落城。
- 1571年（元亀2年）尼子氏残党の蜂起を受けて、毛利氏が改修。